# BEST OF KAZUO ZAITSU サボテンの花〈“ひとつ屋根の下”より〉
『BEST OF KAZUO ZAITSU サボテンの花〈“ひとつ屋根の下”より〉』（ベスト・オブ・カズオ・ザイツ サボテンのはな〈“ひとつやねのした”より〉）は、1997年4月23日にパイオニアLDCからリリースされた財津和夫のベスト・アルバム。

## 解説
1992年から1996年まで所属した、パイオニアLDCの楽曲を集めたベスト・アルバム。

## 収録曲
| 全作詞・作曲: 財津和夫。 |                                             |           |            |                   |      |
| #                        | タイトル                                    | 作詞      | 作曲・編曲 | 編曲              | 時間 |
| 1.                       | 「サボテンの花〈“ひとつ屋根の下”より〉」    | 財津和夫  | 財津和夫   | 財津和夫          | 4:44 |
| 2.                       | 「ぼくがつくった愛のうた〜いとしのEmily〜」 | 財津和夫  | 財津和夫   | ACHILLESS DAMIGOS | 3:48 |
| 3.                       | 「銀の指環」                                | 財津和夫  | 財津和夫   | 是永巧一          | 2:42 |
| 4.                       | 「一人の部屋」                              | 財津和夫  | 財津和夫   | 小林信吾          | 4:21 |
| 5.                       | 「WELCOME TO MY HOUSE」                     | 財津和夫  | 財津和夫   | 山田直毅          | 3:40 |
| 6.                       | 「ミス ベスト ワン」                        | 財津和夫  | 財津和夫   | 財津和夫          | 4:15 |
| 7.                       | 「急行の停まる街」                          | 財津和夫  | 財津和夫   | 財津和夫          | 4:15 |
| 8.                       | 「誰が許すの 君のわがままを」               | 財津和夫  | 財津和夫   | 財津和夫          | 4:32 |
| 9.                       | 「1962で抱きしめたい」                      | 財津和夫  | 財津和夫   | 財津和夫          | 3:48 |
| 10.                      | 「メルティング」                            | 財津和夫  | 財津和夫   | 財津和夫          | 4:26 |
| 11.                      | 「本当の言葉」                              | 財津和夫  | 財津和夫   | 財津和夫          | 5:05 |
| 12.                      | 「Weekday love woman」                      | 財津和夫  | 財津和夫   | 財津和夫          | 4:50 |
| 13.                      | 「バタートーストかじって」                  | 財津和夫  | 財津和夫   | 財津和夫          | 1:51 |
| 14.                      | 「Everlasting」                             | 財津和夫  | 財津和夫   | 財津和夫          | 4:42 |
| 15.                      | 「約束の海」                                | 財津和夫  | 財津和夫   | 財津和夫          | 4:18 |
| 16.                      | 「心の旅」                                  | 財津和夫  | 財津和夫   | 是永巧一          | 5:28 |
| 17.                      | 「魔法の黄色い靴」                          | 財津和夫  | 財津和夫   | 山田直毅          | 3:34 |
| 18.                      | 「サボテンの花」                            | 財津和夫  | 財津和夫   | 鈴木康博          | 5:06 |
| 合計時間:                | 合計時間:                                   | 合計時間: | 75:25      |                   |      |